# Система «Ніпель»
Система «Ніпель» (рос. Система «Ниппель») — радянський художній фільм 1990 року, знятий режисером Олександром Панкратов-Чорним.

## Сюжет
Сеня Родимцев виходить на поруки з психіатричної клініки. Його мета вбити бюрократа на прізвисько Бамбук — Лазаря Хомича і, таким чином, вирішити своє житлове питання. Мешканці комунальної квартири, зневірившись упорядкувати свій побут, зважилися на терористичний акт. Виконавцем вибирають Родимцева.

## У ролях
- Борис Романов — Сеня Родимцев
- Тетяна Лаврова — Софія Леонідівна
- Анатолій Кузнецов — Лазар Хомич Бамбук
- Валентин Смирнитський — Вова
- Лев Борисов — «Ворошиловський стрілок»
- Ірина Розанова — секретарка Бамбука
- Марія Поліцеймако — Лілечка
- Семен Фарада — мешканець комуналки
- Наталія Арінбасарова — «мила»
- Борис Сморчков — ліричний тенор
- Вадим Вільський — психіатр

## Знімальна група
- Сценаріст : Володимир Зайкін
- Режисер : Олександр Панкратов-Чорний
- Оператор: Сергій Філіппов
- Композитор : Євсей Євсеєв
- Художник : Микола Ємельянов